# Bludenz
Bludenz är en stadskommun i förbundslandet Vorarlberg i Österrike. Bludenz är huvudort i distriktet med samma namn.
Kommunen har 15 139 invånare (2024) och består av två orter (Ortschaften) (inom parentes invånarantal 1 januari 2024):
- Außerbraz (1 010)
- Bludenz (14 129)